# Лактами

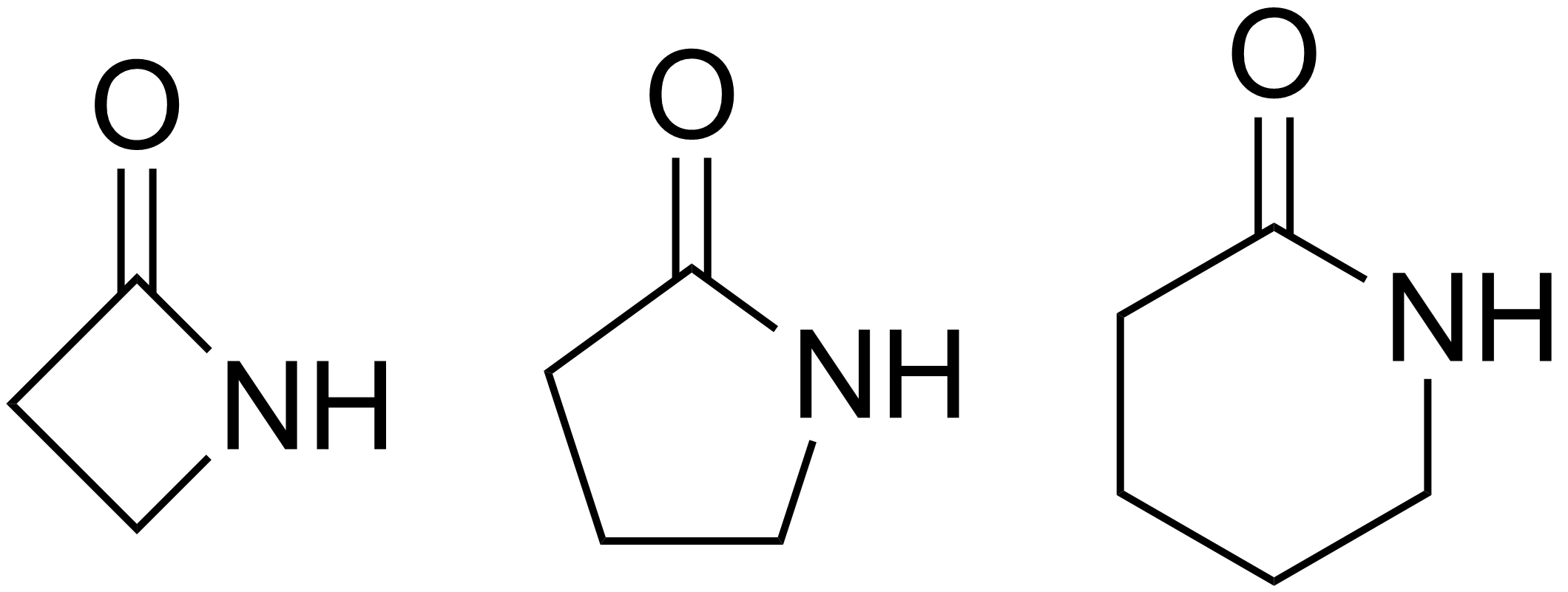
Зліва направо: β-лактам, γ-лактам, δ-лактам

Лакта́ми (англ. lactams) — циклічні аміди карбонових кислот, які мають структуру 1-азациклоалкан-2-ону, тобто ланку -CO-NR- або аналогів з ненасиченням, або з гетероатомами, що замінюють один або більше атомів C кільця. Залежно від кількості атомів у циклі є 3-, 4-, 5-, 6- і 7-членні, відповідно.
Гідролізуються до амінокислот, при амінолізі дають аміди амінокислот. Полімеризуються з утворенням лінійних полімерів.

Лактими

Таутомерну енольну форму називають лактимною.
Лактими містять ендоциклічний подвійний зв'язок C=N. Вони належать до циклічних карбоксиімідових кислот.